# Celeste Menotti
Celeste Menotti (Carpi, 17 aprile 1802 – Badia a Ripoli, 27 marzo 1876) è stato un patriota italiano fratello del più celebre Ciro anch'egli noto patriota del Risorgimento.

## Biografia
Originario del modenese, da giovane si occupa di attività mercantili e partecipa a operazioni commerciali con fortune alterne. Trasferitosi in Francia entra in contatto con ambienti liberali, per poi far rientro in patria nel 1830; in questo periodo è impegnato in un'intensa attività rivoltosa, che vede il Menotti sobillare la popolazione della città natale. Si pome alla testa dei volontarî carpigiani e fu tra coloro che a Modena il 9 febbraio 1831 deposero gli Estensi.
Catturato il fratello Ciro, scongiurata la condanna a morte, infatti la pena fu poi commutata a dodici anni carcere, Menotti si impegnò nel cercare di farlo uscire di prigione. Raggiunto Carlo Zucchi, troviamo il patriota in territorio romagnolo, dove viene a sua volta catturato e poi trasferito in laguna.
Aderisce all’associazione mazziniana Giovine Italia, di cui fu tra i promotori.
Fu protagonista di una contesa con Giuseppe Vitalevi con cui arrivò a sfidarsi a duello.
Non potendo rientrare in Italia per non subire il carcere, il governo modenese aveva comminato un ergastolo nei suoi confronti, continuò a frequentare gli ambienti insurrezionali, restando sempre a disposizioni per operazioni in patria.
Nel 1848 è tra i protagonisti della primavera dei popoli che infiammò anche lo Stivale, per poi riparare ancora in territorio francese.
Ripresa l'attività commerciale, trascorse gli anni successivi sotto la lanterna, per seguire gli affari privati.
Scompare il 27 marzo 1876 a Badia a Ripoli, oggi un quartiere di Firenze.